# Calciatori della nazionale centrafricana
In questa lista sono raccolti i calciatori che hanno rappresentato in almeno una partita la Nazionale centrafricana.
Statistiche aggiornate al 2 settembre 2020.
| Nome                   | Presenze | Reti | Esordio | Ultima partita |
| ---------------------- | -------- | ---- | ------- | -------------- |
| Franklin Anzité        | 37       | 0    | 2010    | 2019           |
| Josué Balamandji       | 12       | 1    | 2012    | 2019           |
| Alain Bruno Bongotouté | 7        | 0    | 1999    | 2002           |
| Eudes Dagoulou         | 17       | 1    | 2010    | 2018           |
| Luciano Ray Djim       | 3        | 1    | 1996    | 2000           |
| Eloge Enza-Yamissi     | 27       | 1    | 2010    | 2019           |
| Habib Habibou          | 2        | 1    | 2016    | 2018           |
| Fernander Kassaï       | 17       | 0    | 2010    | 2018           |
| Foxi Kéthévoama        | 43       | 8    | 2002    | 2019           |
| Evans Kondogbia        | 6        | 0    | 2010    | 2015           |
| Geoffrey Kondogbia     | 3        | 1    | 2018    | 2018           |
| Jésus Konnsimbal       | 2        | 0    | 2014    | 2016           |
| Ralph Kottoy           | 5        | 0    | 2017    | 2018           |
| Geoffrey Lembet        | 34       | 0    | 2010    | 2019           |
| Moussa Limane          | 9        | 2    | 2013    | 2017           |
| Vianney Mabidé         | 26       | 5    | 2010    | 2019           |
| Louis Mafouta          | 12       | 3    | 2017    | 2019           |
| Manassé Enza-Yamissi   | 17       | 0    | 2011    | 2019           |
| David Manga            | 15       | 2    | 2010    | 2018           |
| Dylan Mboumbouni       | 5        | 0    | 2017    | 2019           |
| Hilaire Momi           | 29       | 8    | 2007    | 2018           |
| Chris N'Goyos          | 4        | 0    | 2013    | 2014           |
| Saint-Cyr Ngam Ngam    | 18       | 0    | 2015    | 2019           |
| Marcelin Tamboulas     | 4        | 1    | 2000    | 2005           |
| Calvin Tolmbaye        | 6        | 0    | 2013    | 2015           |
| Cédric Yamberé         | 8        | 0    | 2017    | 2019           |
| Emmanuel Yezzoat       | 3        | 0    | 2005    | 2013           |
| Amos Youga             | 15       | 0    | 2013    | 2019           |
| Kelly Youga            | 15       | 0    | 2012    | 2016           |
| Wilfried Zahibo        | 2        | 0    | 2019    | 2019           |